# Fatima Al Taei
Fatima Al Taei (in arabo ﻓﺎﻃﻤـة الطائی‎?, Fāṭima al-Ṭāʾī; ...) è un'attrice emiratina, conosciuta per il suo ruolo di Farāḥ, l'avvocatessa nella serie televisiva Justice  (Qalb al-ʿadāla)..

## Filmografia

### Cinema
- Sāʾir al-janna (Il Signore del paradiso), 2015.
- ʿAbd Allāh, 2015
- Hurūb (Fuggiaschi), 2017

### Televisione
- ʿIndamā yazmar al-kharīf (Quando sboccia l'autunno), 2014
- Dubai-London-Dubai, 2015
- Iftāḥ ya Simsim (Apriti Sesamo), 2015.
- Justice (Qalb al-ʿadāla) – serie TV, 18 episodi (2017-in corso)[3]
- Scales (Bilance).